# 朱莉·布雷塞
朱莉·布雷塞（法語：Julie Bresset，1989年6月9日—），法国女子自行车运动员，主攻山地自行车。她曾代表法国参加2012年夏季奥林匹克运动会自行车比赛，获得女子越野赛金牌。